# Câmpina
Câmpina este un municipiu în județul Prahova, Muntenia, România. În 2002 avea o populație de 38.789 locuitori. În 2011 populația a scăzut la 32.935 locuitori.
Amplasat într-un adevărat amfiteatru natural, municipiul Câmpina este situat pe Valea Prahovei și este înconjurat de trei râuri (Câmpinița, Doftana, Prahova), care au modelat terasa Câmpina.

## Istorie
Câmpina este atestată documentar în anul 1503 figurând în registrele vigesmale ale negustorilor brașoveni care tranzitau Valea Prahovei, o zonă folosită drept drum comercial, fiind încă din secolul al XIV-lea o cale de comunicație între Transilvania și Muntenia. Deși în actele emise de cancelariile domnești este menționată „vama Prahovei”, există certitudinea că satul Câmpina, grație poziției sale geografice la intrarea în munții Carpați și amplasării la aceeași distanță de București și Brașov era vamă, punctul strategic pentru controlul mărfurilor. Acest lucru a făcut posibilă o dezvoltare rapidă a așezării, localitatea având parte de nenumărate avantaje în urma comerțului care avea loc aici. A funcționat ca vamă din 1422 până în 1840, când, pentru un scurt timp vama s-a mutat la Breaza, iar după aceea la Predeal, punctul de frontieră cu Ardealul.
Pe drumul Câmpinei existau hanuri pentru călători.Tot aici, în urma cererii scrise a boierului Scarlat Câmpineanu adresată domnitorului Moruzi în anul 1799, se va ține un târg de vite în fiecare zi de luni, fapt ce aduce noi beneficii localității. În 1822, Câmpina ajunge pe locul întâi în lista vămilor Țării Românești, elementul ce îi dă importanță fiind păcura.
Timp de câteva zeci de ani, orașul Câmpina a avut o stagnare în dezvoltarea sa, mai ales de când vama se mutase la Breaza și apoi la Predeal. Odată cu începerea exploatării țițeiului, așezarea va înflori din nou.
Ocupațiile câmpinenilor în această perioadă erau: agricultura, negustoria, apicultura cărăușia și extragerea păcurei din subsolul așezării de către fântânari. Aici funcționau atunci opt mori de apă, situate pe Prahova și pe Doftana.
La 1 decembrie 1879 a fost inaugurată calea ferată Ploiești-Predeal; pe locul actualei gări a municipiului și-a avut biroul inginerul de atunci, Anghel Saligny, cel care a fost proiectantul și constructorul podului de la Cernavodă.
Documentele arată preocuparea primarilor orașului de a dezvolta localitatea din punct de vedere al confortului urban, prin: străzi pavate, felinare, piață comercială, grădina publică. Se amintește, între altele, despre băile minerale amenajate din anul 1857 în jurul izvoarelor sărate și sulfuroase de pe platoul sudic al localității, devenit proprietatea lui Dumitru Hernia. Concesionate unor oameni din București, Garoflide și Georgescu, ele vor constitui un punct de atracție al orașului, prin: cazinou, restaurant cu orchestră și fanfară și spații de cazare. În mijlocul parcului întins pe o suprafață de 2,5 ha a fost ridicată o capelă în stil baroc, ce adăpostea mormântul lui Dumitru Hernia, un lăcaș veritabil monument de artă, astăzi în ruine.

## Demografie
Componența etnică a municipiului Câmpina
     Români (82,31%)
     Romi (2,07%)
     Alte etnii (0,32%)
     Necunoscută (15,3%)
Componența confesională a municipiului Câmpina
     Ortodocși (79,3%)
     Alte religii (4,2%)
     Necunoscută (16,5%)
Conform recensământului efectuat în 2021, populația municipiului Câmpina se ridică la 28.993 de locuitori, în scădere față de recensământul anterior din 2011, când fuseseră înregistrați 32.935 de locuitori. Majoritatea locuitorilor sunt români (82,31%), cu o minoritate de romi (2,07%), iar pentru 15,3% nu se cunoaște apartenența etnică. Din punct de vedere confesional, majoritatea locuitorilor sunt ortodocși (79,3%), iar pentru 16,5% nu se cunoaște apartenența confesională.
|  | Graficele sunt indisponibile din cauza unor probleme tehnice. Mai multe informații se găsesc la Phabricator și la wiki-ul MediaWiki. |

Date: Recensăminte sau birourile de statistică - grafică realizată de Wikipedia

## Politică și administrație
Municipiul Câmpina este administrat de un primar și un consiliu local compus din 19 consilieri. Primarul, Irina-Mihaela Nistor[*], de la Partidul Social Democrat, este în funcție din 1 noiembrie 2024. Începând cu alegerile locale din 2024, consiliul local are următoarea componență pe partide politice:
|  | Partid                          | Consilieri | Componența Consiliului | Componența Consiliului | Componența Consiliului | Componența Consiliului | Componența Consiliului | Componența Consiliului | Componența Consiliului |
|  | ------------------------------- | ---------- | ---------------------- | ---------------------- | ---------------------- | ---------------------- | ---------------------- | ---------------------- | ---------------------- |
|  | Partidul Social Democrat        | 7          |                        |                        |                        |                        |                        |                        |                        |
|  | Partidul Național Liberal       | 5          |                        |                        |                        |                        |                        |                        |                        |
|  | Partidul Câmpina Curată         | 3          |                        |                        |                        |                        |                        |                        |                        |
|  | Alianța pentru Unirea Românilor | 2          |                        |                        |                        |                        |                        |                        |                        |
|  | Alianța Dreapta Unită           | 2          |                        |                        |                        |                        |                        |                        |                        |

Municipiul Câmpina este administrat de un primar și un consiliu local compus din 19 consilieri. Primarul, Irina-Mihaela Nistor[*], de la Partidul Social Democrat, este în funcție din 1 noiembrie 2024. Începând cu alegerile locale din 2020, consiliul local are următoarea componență pe partide politice:
| \| \| Partid \| Consilieri \| Componența Consiliului \| Componența Consiliului \| Componența Consiliului \| Componența Consiliului \| Componența Consiliului \| Componența Consiliului \| \| \| -------------------------- \| ---------- \| ---------------------- \| ---------------------- \| ---------------------- \| ---------------------- \| ---------------------- \| ---------------------- \| \| \| Alianța PNL-USR-PLUS \| 6 \| \| \| \| \| \| \| \| \| Alianța pentru Prahova \| 4 \| \| \| \| \| \| \| \| \| Partidul Verde \| 3 \| \| \| \| \| \| \| \| \| Partidul Mișcarea Populară \| 3 \| \| \| \| \| \| \| \| \| Partidul Oamenilor Liberi \| 2 \| \| \| \| \| \| \| \| \| Filip Costel \| 1 \| \| \| \| \| \| \| | Cele 19 de mandate sunt repartizate după cum urmează: |            |                        |                        |                        |                        |                        |                        |
| | Partid                                                | Consilieri | Componența Consiliului | Componența Consiliului | Componența Consiliului | Componența Consiliului | Componența Consiliului | Componența Consiliului |
| | Alianța PNL-USR-PLUS                                  | 6          |                        |                        |                        |                        |                        |                        |
| | Alianța pentru Prahova                                | 4          |                        |                        |                        |                        |                        |                        |
| | Partidul Verde                                        | 3          |                        |                        |                        |                        |                        |                        |
| | Partidul Mișcarea Populară                            | 3          |                        |                        |                        |                        |                        |                        |
| | Partidul Oamenilor Liberi                             | 2          |                        |                        |                        |                        |                        |                        |
| | Filip Costel                                          | 1          |                        |                        |                        |                        |                        |                        |

## Personalități
Începând cu 1836, când poetul Cezar Bolliac, găzduit de boierul progresist I. Câmpineanu, descrie frumusețile locurilor acestea, prin Câmpina își vor perinda pașii nenumărate personalități culturale scriitori care și-au legat viața și opera de aceste meleaguri:
- Dimitrie Bolintineanu,
- Ion Heliade Rădulescu,
- Bogdan Petriceicu Hasdeu,
- George Coșbuc,
- Nicolae Grigorescu,
- Constantin Istrati,
- Eugen Jebeleanu,
- Geo Bogza,
- Viorel Cernica, filozof, stabilit în Câmpina.

### Personalități născute aici
- Stroe S. Belloescu (1838 – 1912), profesor, filantrop;
- Alexandrina Alessandrescu (1859 - ?), artistă dramatică;
- Eugen Jebeleanu (1911 - 1991), academician, scriitor;
- Petre Munteanu (1916 - 1988), tenor;
- Eleodor Focșeneanu (1925 - 2015), jurist;
- Marcel Budală (1926 - 1989), acordeonist;
- Valeriu Moisescu (1932 - 2016), regizor, profesor universitar;
- Titu-Marius Băjenescu (n. 1933), inginer electronist;
- Nicolae Georgescu (1936 - 1983), fotbalist;
- Adrian-Cristian Petrescu (1937 - 2014), inginer, inovator;
- Milică Moldoveanu (n. 1937), istoric, cercetător;
- Pompiliu Dumitrescu (1941 - 1998), grafician;
- Constantin Ciocan (n. 1943), ciclist;
- Eusebiu Ștefănescu (1944 - 2015), actor;
- Marcel Dragomir (1944 - 2015), compozitor de muzică ușoară;
- Ioan Moisin (1947 – 2017), inginer, om politic;
- Aurelian Dochia (n. 1950), om politic;
- Georgică Severin (n. 1960), om politic;
- Maricel Popa (n. 1961), om politic;
- Ovidiu Mihăilescu (n. 1962), cântăreț de muzică folk;
- Dragoș Zisopol (n. 1967), om politic;
- Florin Pîtea (n. 1971), scriitor;
- Monica Davidescu (n. 1972), actriță;
- Daniel Costescu (n. 1976), fotbalist;
- Mugurel Dedu (n. 1985), fotbalist;
- Alina Bercu (n. 1990), pianistă;
- Ana Maria Guran (n. 1995), actriță;
- Marian Gîtlan (n. 1998), sportiv la sanie
- Darius Șerban (n. 2002), sportiv la sanie.

## Cronologie
- 1503 ianuarie 8 - este data primei atestări documentare a localității, datorită moșneanului Mansul (ori Mancsul ?) ce duce 425 livre de ceară de albine spre vânzare la Brașov și este consemnat în registrul vigesimal (de taxă vamală) la poarta cetății. În același an se consemnează prezența a altor doi moșneni din Câmpina, Șerban și Costea, ce vor aduce spre vânzare tot ceară.
- 1663 septembrie 23 - apare pentru prima dată într-un act de vânzare (zapis) a unui teren pentru casă denumirea de „târg” a Câmpinei.
- 1674 martie 12 - vama de la Câmpina este atestată prin hrisovul emis de cancelaria domnească în anii de domnie al lui Duca Vodă (1673-1678). „…iar drumul Câmpinei este numai poteci și scală (vamă) de neguțători”. Sub denumirea de „vamă a Prahovei”, vama din această zonă ce controla traficul comercial intens de pe Valea Prahovei este atestată încă din anul 1422 octombrie 23, din anii domniei lui Dan al II-lea, fără a i se preciza locul.
- 1697 mai 4 - printr-un act de vânzare al unui teren din localitate, este atestată pentru prima dată prezența păcurii pe moșia moșneanului câmpinean, pe nume Lambă.
- 1783 - Câmpina devine târg liber și capătă o serie de drepturi.
- 1799 - prin jalbă către domnie adresată de boierul Scarlat Câmpineanu domnitorului, Alex Moruzi își dă aprobarea iar Câmpina obține dreptul de a ține zi de târg (lunea).
- 1861 aprilie 16 - se introduce iluminatul public cu felinare cu gaz (petrol lampant), Câmpina fiind al șaselea oraș din țară iluminat cu acest nou sistem.
- 1864 - prin decret domnesc semnat de Cuza Vodă, Câmpina este ridicată la rang de oraș.
- 1864 - atrași de mirosul petrolului, primii cetățeni străini se stabilesc în localitate.
- 1879 iunie 1 - intră în serviciu calea ferată Ploiești-Predeal cu gară la Câmpina.
- 1880 - Dumitru V. Hernia cumpără de la prințul D.B. Știrbei cu suma de 120 000 lei-aur platoul sudic al orașului în suprafață de 305 ha, bogat în petrol.
- 1883 - se construiește calea ferată Câmpina-Telega cu scopul transportului de lemne de pe Valea Doftanei ca și a sării de la Ocna Telega.
- 1886 - ing. Ion Gheorghiu, executorul testamentar al petrolistului D.V. Hernia (decedat în 1885), construiește o rafinărie ce avea o capacitate de prelucrare de 125 tone cu scopul de a distila petrolul extras. Aceasta a fost ridicată pe platoul Bucea în zona autogării actuale.
- 1887 - același ing. Ion Gheorghiu sapă pe malul râului Doftana o sondă montată pe gura unui puț de petrol adânc de 145 m. Aceasta a produs eruptiv circa 500 tone/zi. Este prima sondă săpată la Câmpina.
- 1890 - se constituie la Câmpina prima schelă petroliferă din țară, din primele cinci sonde.[9]
- 1895 septembrie 17 - se întemeiază marea societate de petrol „Steaua Română” cu sediul în oraș.
- 1897 - societatea „Steaua Română” va cumpăra de la moștenitorii Hernia, acea suprafață de 305 ha bogată în petrol pentru suma de 5,5 milioane de lei-aur.
- 1897 octombrie - intră în funcție rafinăria societății „Steaua Română”, care marchează începutul prelucrării moderne a petrolului în România. La timpul său, a fost considerată cea mai mare din Europa și cea mai modernă, având o capacitate de prelucrare de 1200 tone/zi.
- 1897 - societatea olandeză „Amsterdam” amenajează pe râul Prahova, în zona orașului, o hidrocentrală cu o putere de circa 220 kW. Ea va folosi curentul electric produs la săparea primelor trei sonde. Este considerată o premieră mondială în domeniul petrolului.
- 1893-1896 - filologul și scriitorul Bogdan Petriceicu Hasdeu va construi pe platoul Câmpinița castelul său bizar denumit „Iulia Hasdeu”, după numele fiicei sale decedate.
- 1898 - societatea „Steaua Română” va construi Atelierele Centrale (ACC) cu scopul de a repara și confecționa utilaj petrolier
- 1898 - se construiește la Sinaia o hidrocentrală care, împreună cu termocentrala Doftana (provizorie), vor furniza curent electric Schelei Câmpina (1899).
- 1899 - se înființează pentru copiii cetățenilor germani (majoritatea petroliști) școala germană.
- 1902 - se introduce apa curentă (la robinet) odată cu aducțiunea de apă prin conductă de la Breaza, ce era stocată în bazinul de la capătul cartierului Câmpinița.
- 1902 - se inaugurează „Casa cu grifoni” situată pe bulevard, proprietatea petrolistului Gh. Ștefănescu, prima casă iluminată electric din oraș, având o instalație proprie.
- 1904 decembrie 1 - se înființează prima școală de maiștri sondori și rafinori din țară și din lume la timpul ei.
- 1905-1907 - este construită și intră în funcție termocentrala de pe râul Prahova cu o putere instalată de 11.500 kw, ce furniza curent la schelele petrolifere: Câmpina, Moreni și Buștenari.
- 1906 - se începe construcția bisericii catolice după proiectul susținut și finanțat de petrolistul ing. Anton Raky, terminată în 1909.
- 1907 - la o sondă din schela Câmpina se experimentează pentru prima oară în țară metoda americană de extragerea țițeiului prin gaz-lift.
- 1907 - are loc la București sesiunea a III-a a congresului mondial de petrol. Participanții vor vizita la Câmpina schela, rafinăria și școala de maiștri.
- 1907 - decedează la Câmpina (iulie) pictorul Nicolae Grigorescu, iar în luna august se stinge din viață filologul și scriitorul B.P. Hașdeu.
- 1908 - după planurile ing. N. Vasilescu Karpen se introduce iluminatul public și casnic în oraș.
- 1909 - prin fuziunea societăților „Regatul Român” și „Astra” (cu capital anglo-olandez) se întemeiază societatea „Astra Română”, cu sediul direcției tehnice la Câmpina și cu ateliere la Poiana. Aceasta va deveni o filială a concernului anglo-olandez Shell.
- 1913 septembrie 13 - a decedat, căzând cu avionul de construcție proprie, la Bănești aviatorul Aurel Vlaicu.
- 1917 octombrie - împăratul Wilhelm al II-lea al Germaniei, însoțit de mareșalul Von Makensen vizitează schela și rafinăria Steaua Română.
- 1918 - moare la Paris (trimis ca delegat pe lângă guvernul francez) savantul Dr. C. Istrati, cea de-a treia personalitate ce a locuit la Câmpina.
- 1929 septembrie - se introduce pentru uz casnic gazul de sondă de către societatea „Astra Română” la primii 43 de abonați.
- 1974, autoritățile au demarat construcția unui proiect-pilot de case solare, amplasate în orașul prahovean Câmpina, zona fiind a doua din țară ca număr de zile însorite pe an, după Constanța, și în același timp protejată de furtunile și vânturile ce afectează frecvent litoralul.

## Stema

### Descriere
Stema municipiului Câmpina potrivit anexei nr. 1 din Hotărârea de Guvern numărul 993/2003, publicată în Monitorul Oficial al României numărul 633 din 4 septembrie 2003, se compune dintr-un scut retezat în două părți.
În câmpul de sus, pe fond albastru, este amplasat Castelul „Iulia Hasdeu”, de argint. În dreapta este figurat soarele, de aur, cu chip de om, cu șaisprezece raze (opt mari și opt mici).
În câmpul de jos, pe fond roșu, o sondă de erupție, de argint, pe o terasă verde.
Scutul este timbrat de o coroana murală de argint, cu cinci turnuri crenelate.

### Semnificațiile elementelor însumate
Clădirea Castelului „Iulia Hasdeu” este simbolul municipiului și element de spiritualitate ce face legătura cu universul.
Soarele veghează localitatea un impresionant număr de zile pe an, fiind așezarea cu cele mai multe zile însorite din an, raportat la nivelul întregii țări.
Sonda de argint simbolizează vechile activități de extragere a țițeiului.
Coroana murală cu cinci turnuri crenelate arată că localitatea are rang de municipiu.

## Obiective turistice

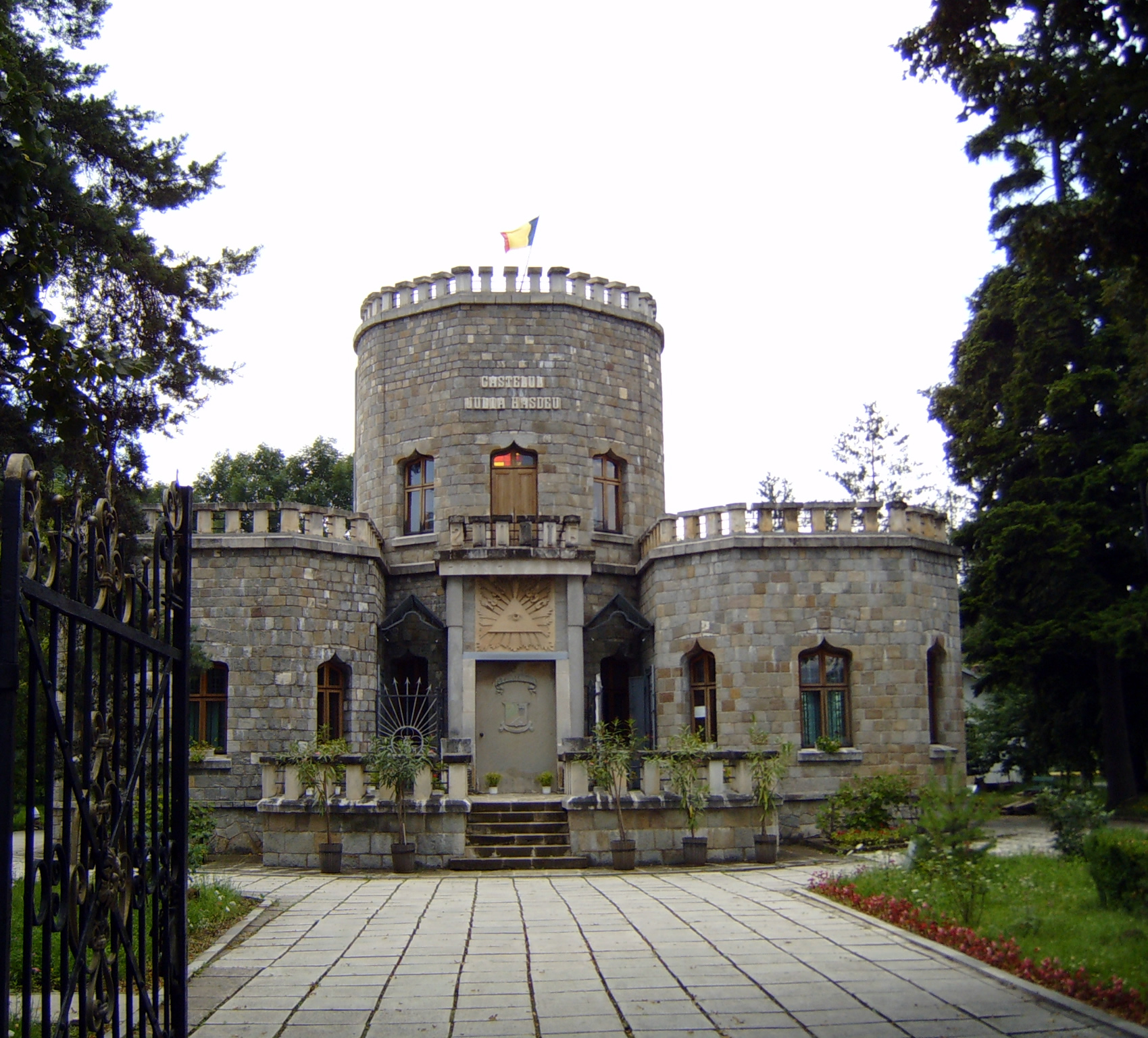
Castelul Iulia Hasdeu

- Biserica romano-catolică Sfântul Anton de Padova construită în stil baroc, după un proiect susținut de ing. Anton Raky, și dată în folosință în anul 1909.
- Biserica „de la Han”, numită și „Biserica de la Brazi”, construită în 1833 de Sfântul Calinic de la Cernica, cu hramul „Adormirea Maicii Domnului”.
- Capela „Hernia”, construită în stil baroc în memoria pionierului petrolului câmpinean, Dumitru Hernia.
- Castelul Iulia Hasdeu, creația lui Bogdan Petriceicu Hasdeu, construit în memoria fiicei sale, Iulia Hasdeu dupa moartea acesteia (numit și „Castelul Magului de la Câmpina”), care, alături de cavoul Iuliei Hașdeu din Cimitirul Bellu din București, reprezintă una dintre construcțiile unicat realizate aproape exclusiv pe baza informațiilor și planurilor transmise de către Iulia (din „lumea de dincolo”) în cadrul ședințelor de spiritism organizate de tatăl său. [necesită citare] Aici a scris B. P. Hașdeu lucrarea de esoterism Sic Cogito („așa gândesc!”) și tot aici a realizat primele experiențe de psihofotografie.
- Muzeul Nicolae Grigorescu, amenajat în fosta locuință a pictorului Nicolae Grigorescu. În  anul 1939, Gheorghe Grigorescu, singurul moștenitor al lui Nicolae Grigorescu, a vândut primăriei Câmpina 200 de tablouri și schițe în peniță, creion și laviu, semnate de pictorul Nicolae Grigorescu. În prezent, acestea se află în Muzeul Național de Artă din București iar primăria din Câmpina a câștigat în 2005 în instanță dreptul de a reintra în posesia lor[10], în scopul de a le expune în acest muzeu.
- Ansamblul Parohial „Sfântul Nicolae”. Pe temeliile bisericii de lemn „Sfântul Nicolae”, care exista în analele istoriei încă din 25 iunie 1714, a fost construită biserica „Sfântul Nicolae”, urmând ulterior să fie construită și biserica nouă „Pogorârea Sfântului Duh”. Parohul Petru Moga este cel care s-a ocupat îndeaproape de toate construcțiile și detaliile, realizând o oază de liniște.
- „Lacul bisericii”. În folclorul local s-ar spune că acum mult timp exista o biserică pe unul din malurile lacului, care din cauza păcatelor credincioșilor, s-a scufundat în acest lac. Primăria Municipiului Câmpina a renovat „Lacul Bisericii” în anul 2011, amplasând și hidrobiciclete și bărcuțe de agrement, lacul revenind la gloria de odinioară și fiind astfel unul dintre principalele locuri de promenada preferate de câmpineni, în special pe timpul verii.
- Lacul Curiacul - "Lacului cu bombe" de la Câmpina
- Complexul Arhitectural Brebu - situat la 7 km de oraș
- Casa cu grifoni din Câmpina
- Sinagoga din Câmpina

## Licee/colegii din Câmpina
- Colegiul Național Nicolae Grigorescu - (fost liceu teoretic)
- Liceul Tehnologic Energetic Câmpina - Site internet
- Colegiul Tehnic Constantin Istrati  Câmpina (fostul Grup Școlar Industrial de Petrol) - Site internet
- Colegiul Tehnic Forestier Câmpina
- Liceul Tehnologic Mecanic Câmpina (fostul Grup Școlar Industrial Construcții de Mașini)
- Școala de Poliție Câmpina  - Site internet

## Transport

### Gări
- Câmpina, gară de pe magistrala CFR 300, situată în Poiana Câmpina;
- Câmpinița, fostă gară de pe calea ferată Câmpina-Telega, în prezent desființată;

## Galerie de imagini

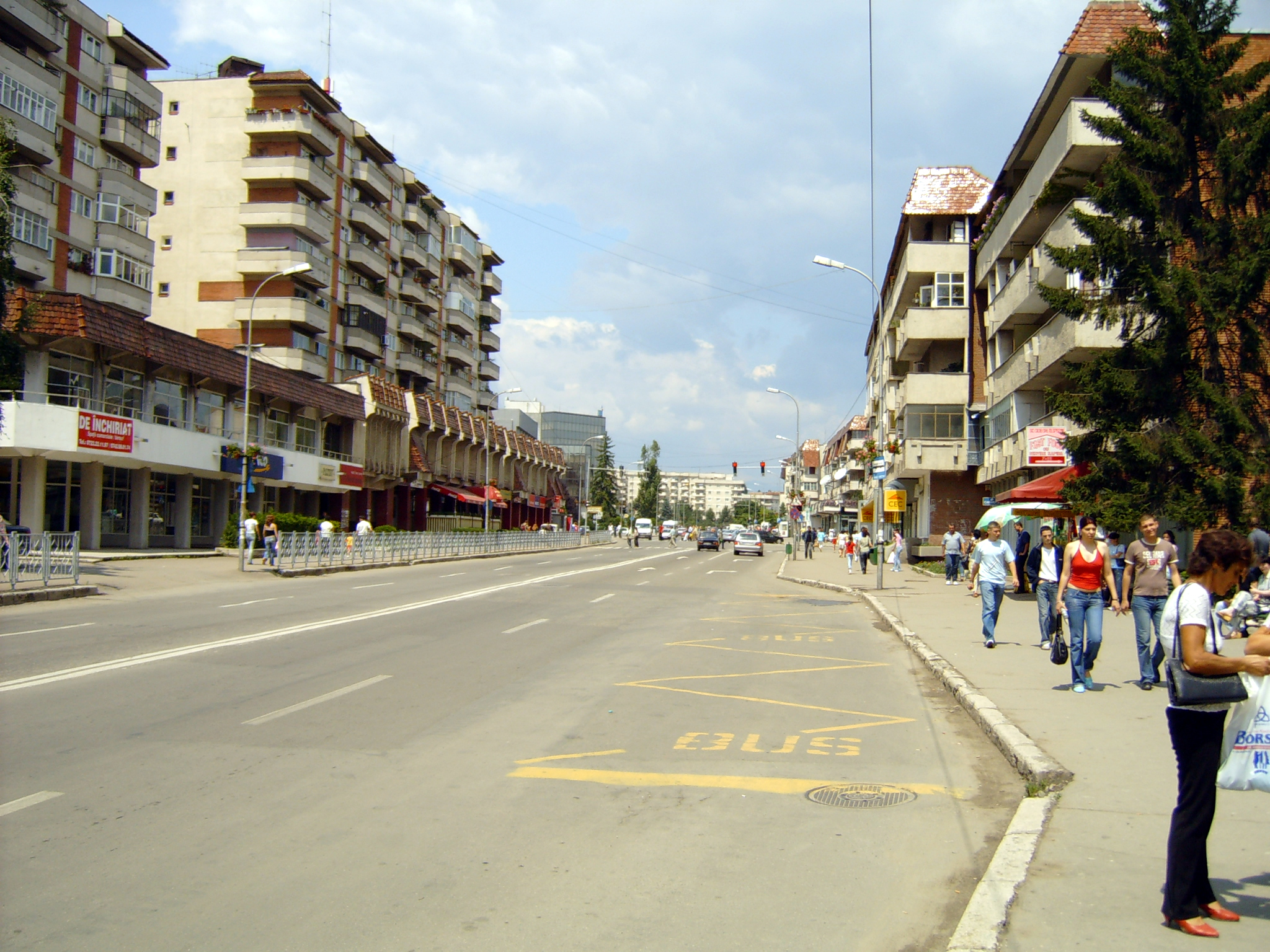
Centrul orașului-La salcie
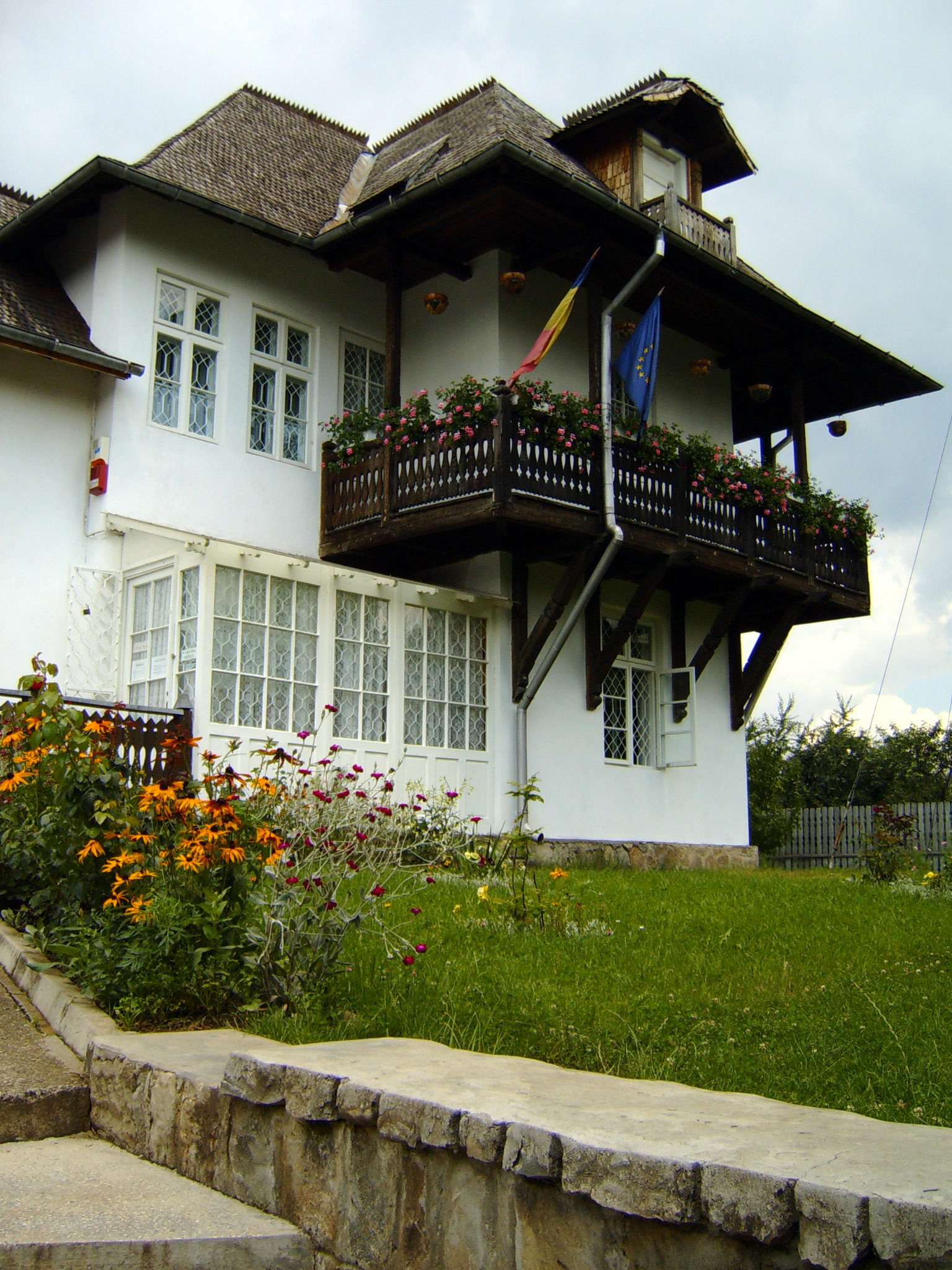
Muzeul Nicolae Grigorescu
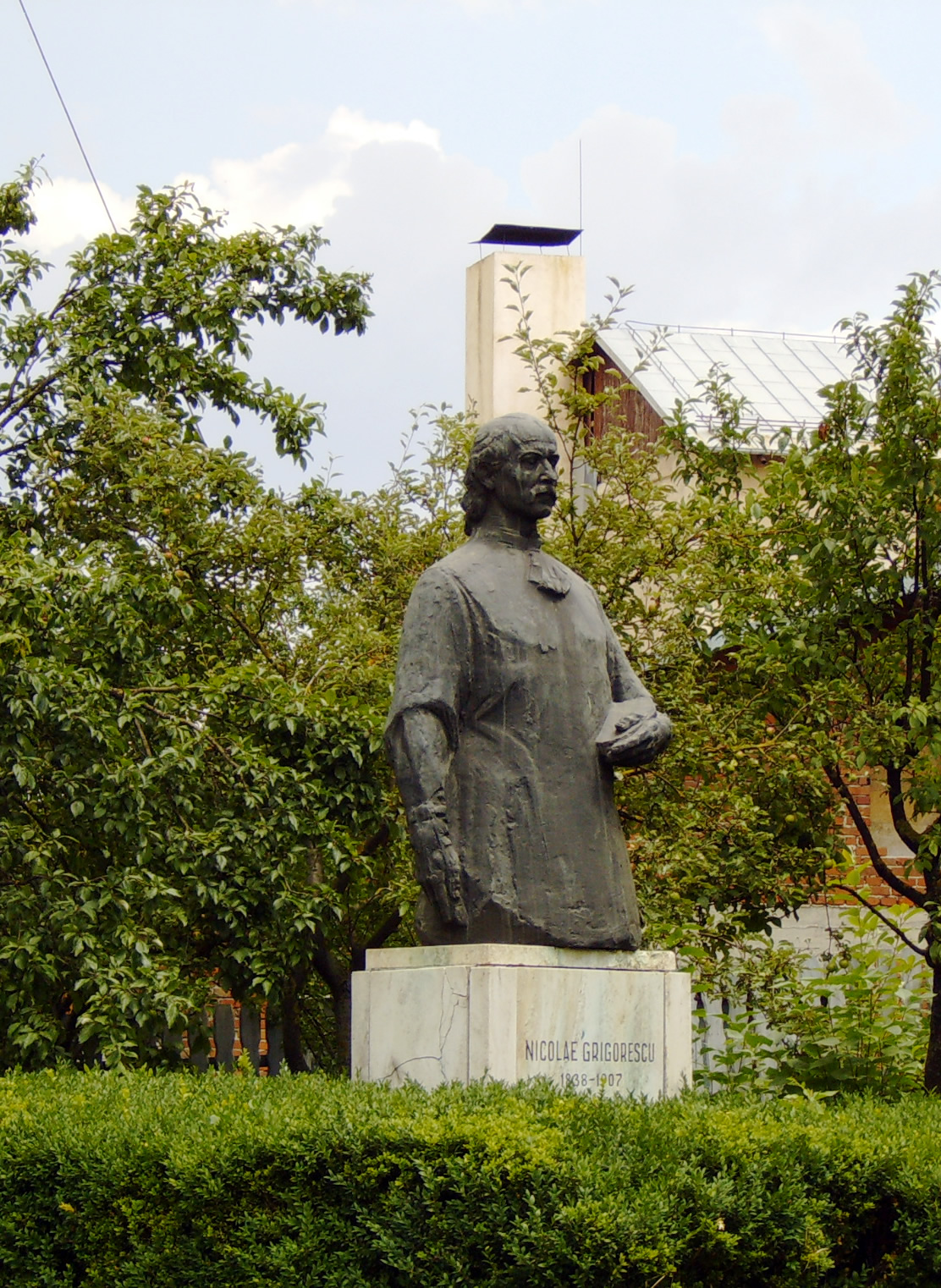
Statuia pictorului Nicolae Grigorescu din curtea muzeului
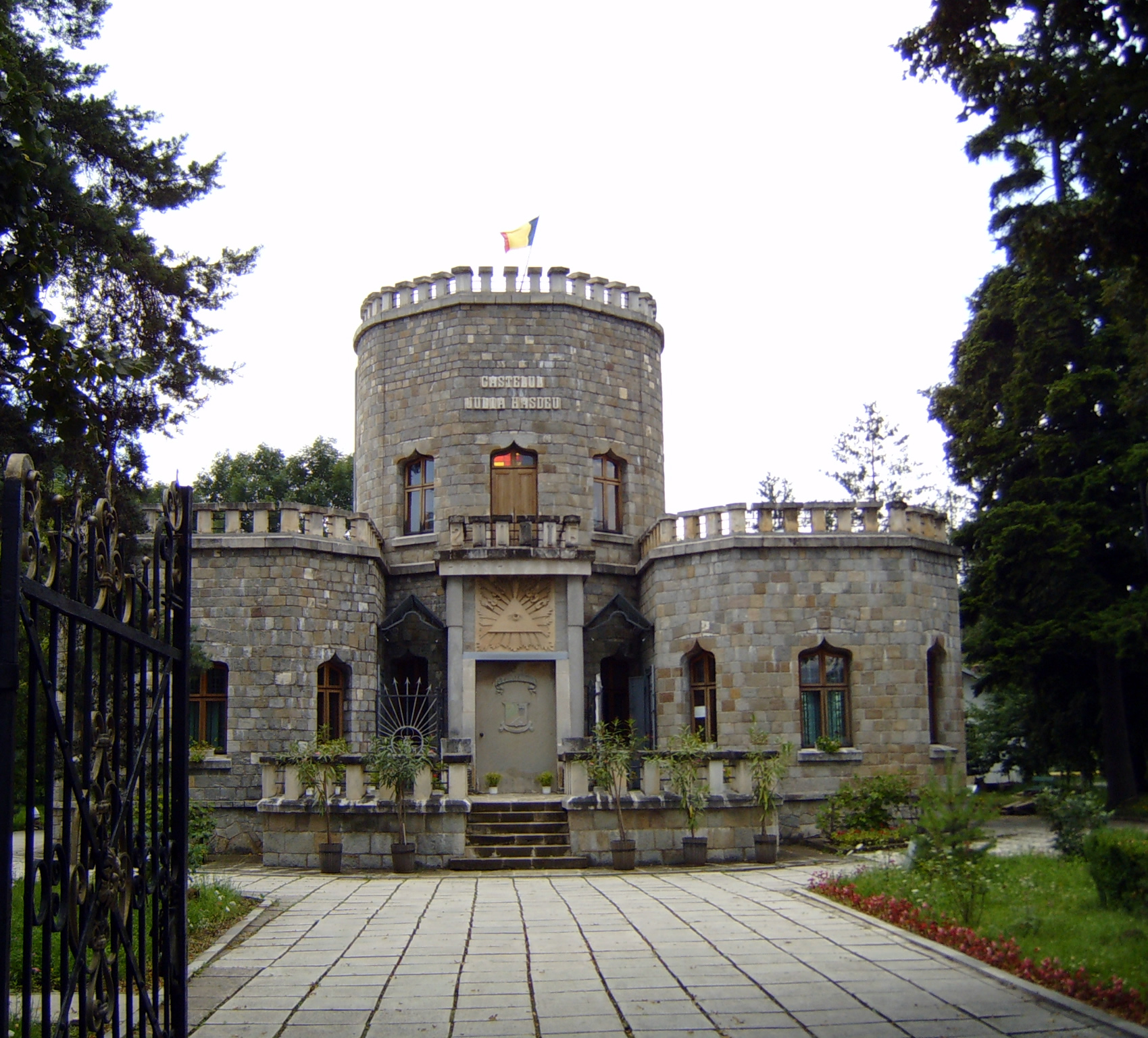
Castelul Hașdeu

## Orașe înfrățite
- Kumanovo, Macedonia de Nord (din 2010)[11]
- Cimișlia, raionul Cimișlia,  Republica Moldova;

Municipiul Cahul, Republica Moldova, din 2018